# EuroAir
EuroAir — бывшая чартерная авиакомпания со штаб-квартирой в Афинах (Греция), осуществлявшая нерегулярные пассажирские и грузовые перевозки на самолётах, взятых в мокрый лизинг у других авиакомпаний.
Штаб-квартирой EuroAir и её основным транзитным узлом (хабом) являлся международный аэропорт Афины. Прекратила свою деятельность 16 марта 2009 года.

## История
Авиакомпания EuroAir была основана в 1995 году и начала операционную деятельность с предоставления услуг аэротакси, выполнения чартерных перевозок, в том числе и по контрактам обеспечения работы бригад скорой медицинской помощи (санитарная авиация).
Детяельность авиакомпании была остановлена 16 марта 2009 года отзывом сертификата эксплуатанта.

## Прежние маршруты
В 2007 году EuroJet выполняла регулярные пассажирские перевозки дважды в неделю на самолётах MD-83 от имени итальянской авиакомпании On Air из Пескары в Брюссель, Бухарест, Ираклион, Париж (имени Шарля-де-Голля) и Сплит.

## Флот
В начале 2009 года воздушный флот авиакомпании EuroAir составляли следующие самолёты:
- McDonnel Douglas MD-83 — 2 ед.
- Let L-410 Turbolet — 1 ед.
- Embraer EMB-110 — 1 ед.